# Защо точно той?
„Защо точно той?“ (на английски: Why Him?) е американска романтична комедия от 2016 г., на режисьора Джон Хамбург. Във филма участват Джеймс Франко, Брайън Кранстън и Зоуи Дойч. Официалната премиера на филма в САЩ е в Лос Анджелис на 17 декември 2016 г., а в цялата страна – на 23 декември 2016 г.